# Treron
Genre
Le genre Treron comprend 29 espèces d'oiseaux appartenant à la famille des Columbidae. 

## Description
Il s'agit de gros pigeons au plumage à dominante verte (marqué de violet, d'orange, de jaune ou/et de gris généralement), répandus dans les zones forestières de l'Ancien monde, tropicales et subtropicales.

## Liste des espèces
D'après la classification de référence (version 15.1, 2025) du Congrès ornithologique international (ordre phylogénique) :
- Treron fulvicollis – Colombar à cou roux
- Treron olax – Colombar odorifère
- Treron vernans – Colombar giouanne
- Treron bicinctus – Colombar à double collier
- Treron pompadora – Colombar pompadour
- Treron affinis – Colombar des Ghats
- Treron phayrei – Colombar de Phayre
- Treron chloropterus – Colombar des Andaman
- Treron axillaris – Colombar des Philippines
- Treron aromaticus – Colombar de Buru
- Treron curvirostra – Colombar à gros bec
- Treron griseicauda – Colombar à face grise
- Treron teysmannii – Colombar de Sumba
- Treron floris – Colombar de Florès
- Treron psittaceus – Colombar unicolore
- Treron capellei – Colombar de Capelle
- Treron phoenicopterus – Colombar commandeur
- Treron waalia – Colombar waalia
- Treron australis – Colombar maïtsou
- Treron griveaudi – Colombar des Comores
- Treron calvus – Colombar à front nu
- Treron pembaensis – Colombar de Pemba
- Treron sanctithomae – Colombar de Sao Tomé
- Treron apicauda – Colombar à longue queue
- Treron oxyurus – Colombar à queue pointue
- Treron seimundi – Colombar de Seimund
- Treron sphenurus – Colombar chanteur
- Treron sieboldii – Colombar de Siebold
- Treron permagnus – Colombar des Ryu Kyu
- Treron formosae – Colombar de Formose